# Minister za šolstvo in šport Republike Slovenije
Minister za šolstvo in šport Republike Slovenije je bil politični vodja Ministrstva za šolstvo in šport Republike Slovenije, ki ga je predlagal predsednik Vlade Republike Slovenije in imenoval Državni zbor Republike Slovenije ter je bil po Zakonu o Vladi Republike Slovenije član Vlade Republike Slovenije.
Funkcija ministra za šolstvo in šport je bila 27. januarja 2012 ukinjena z ukinitvijo Ministrstva za šolstvo in šport, ko je bilo to področje vključeno pod Ministrstvo za izobraževanje, znanost, kulturo in šport.
Zadnji minister za šolstvo in šport je bil Igor Lukšič.

## Seznam
Seznam oseb, ki so opravljale funkcijo ministra za šolstvo in šport.

### Predsednik Republiškega komiteja za vzgojo in izobraževanje ter telesno kulturo Republike Slovenije
1. vlada Republike Slovenije
- Peter Vencelj (16. maj 1990 - 14. maj 1992)[4]

### Minister za šolstvo in šport Republike Slovenije
2. vlada Republike Slovenije
- Slavko Gaber (14. maj 1992 - 25. januar 1993)[4]

3. vlada Republike Slovenije
- Slavko Gaber (25. januar 1993 - 27. februar 1997)[4]

4. vlada Republike Slovenije
- Slavko Gaber (27. februar 1997 - 29. julij 1999)[4]
- Pavel Zgaga (29. julij 1999 - 7. junij 2000)[4]

5. vlada Republike Slovenije
- Lovro Šturm (7. junij 2000 - 30. november 2000)[4]

### Minister za šolstvo, znanost in šport Republike Slovenije
6. vlada Republike Slovenije
- Lucija Čok (30. november 2000 - 19. december 2002)[4]

7. vlada Republike Slovenije
- Slavko Gaber (19. december 2002 - 3. december 2004)[4]

### Minister za šolstvo in šport Republike Slovenije
8. vlada Republike Slovenije
- Milan Zver (imenovan 3. decembra 2004[5] - razrešen 7. novembra 2008[6])

9. vlada Republike Slovenije
- Igor Lukšič (imenovan 21. novembra 2008[3] - razrešen 20. septembra 2011[7])